# Sapitwa
O Sapitwa é uma montanha no Malawi com 3002 metros de altitude no topo. Fica no maciço de Mulanje, no sul desse país. É também o mais alto ponto do país, ficando próximo da fronteira Malawi-Moçambique.

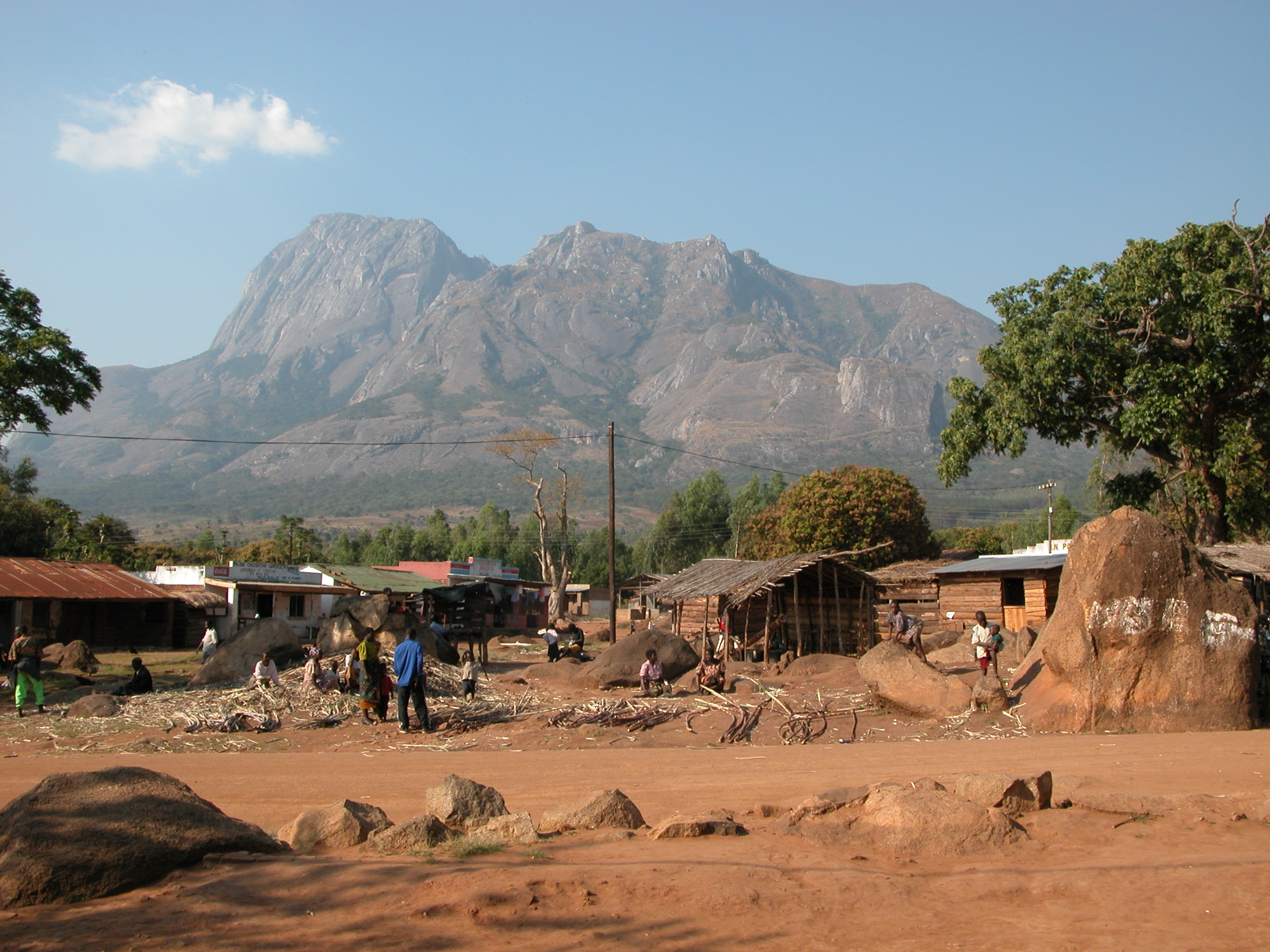
Maciço do Mulanje

Mulanje em visualização 3D